# Château de La Forêt (Toulon-sur-Allier)
Le château de La Forêt est un château situé sur la commune de Toulon-sur-Allier dans le département de l'Allier, en France.

## Histoire
Le château de La Forêt date du XVIIIe siècle construit sur l'emplacement d'une ancienne maison forte avec colombier et garenne. Cette dernière fut érigée le 14 septembre 1474 par le premier propriétaire des lieux : le secrétaire général des finances et président de la chambre des comptes du Bourbonnais Jean de la Goutte, seigneur de L'Écluse. 
En 1642, le château passe à Jacques Roques, écuyer, sieur de La Forêt, puis à J.B. Moreau en 1767. Ce dernier épouse Élisabeth Moreau, fille de feu Antoine, marchand drapier, dans la petite chapelle attenant au château et toujours subsistante.
Enfin, dans les années 1770, la propriété appartient à Benjamin Michel Priolo, directeur des fermes du roi à Moulins, qui fit reconstruire le château dans l'état que nous connaissons aujourd'hui.
Le château, non protégé, est aujourd'hui une propriété privée et n'est donc pas ouvert à la visite.

## Description

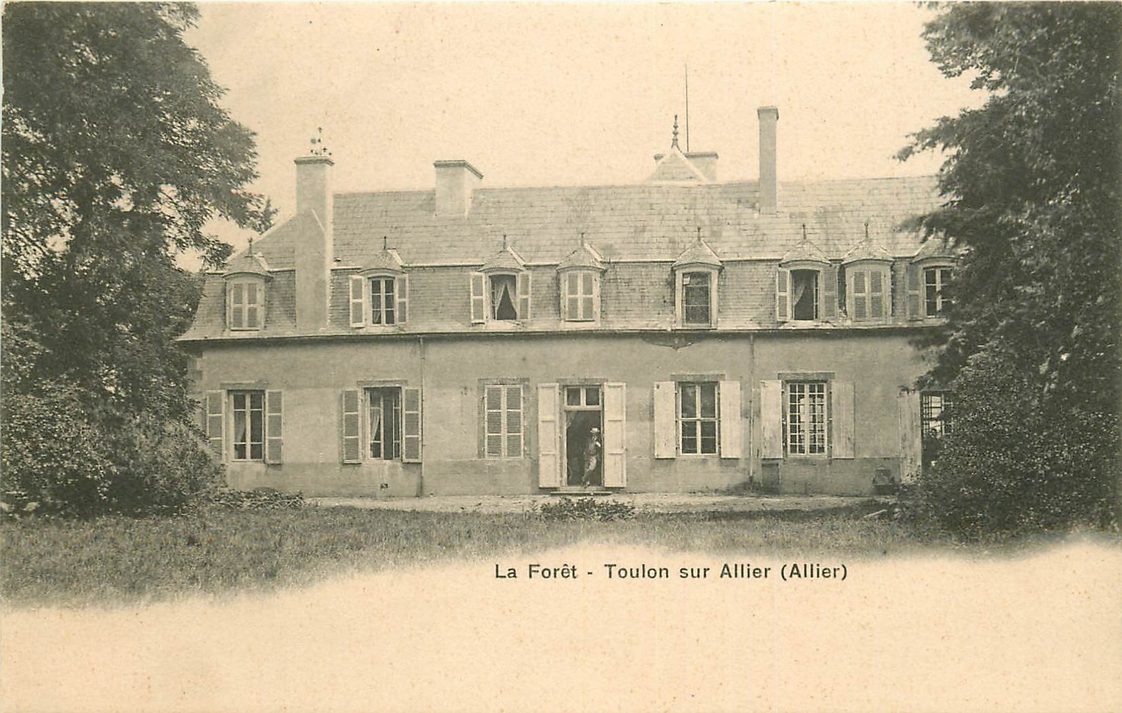
L'aile sud.

Le château construit en briques bicolores dans un parc de 15 hectares suit un plan traditionnelle en U sur trois étages avec cave. Il est secondé par des dépendances avec d'ancienne écuries et une petite chapelle[réf. nécessaire].